# ゆみみみっくす
『ゆみみみっくす』とは株式会社ゲームアーツが1993年1月29日にメガCD用に発売したインタラクティブコミックである。

## 概要
主人公・吉沢弓美（よしざわゆみみ）が体験するシュールで奇妙な冒険を題材としたアドベンチャーゲームである。ゲームの内容がアニメ番組を見ているような描画なのが特徴。作中ナレーションによれば、少女漫画に分類されている。
製作期間は2年ほどで、漫画家の竹本泉が脚本・設定・絵コンテ・レイアウト・タイトル・ゲーム中の選択肢、一部フォントなどを担当しており、既存の手法で製作されたアニメーションをビデオキャプチャーで取り込む手法ではなく、原画・動画を開発機材にイメージスキャナなどで取り込んで、ハードの仕様に合わせて手作業で修正・着色したものを、ハードのスプライト・背景スクロール機能を活用して表示するため、総動画数約7,000枚にも及ぶ全800カットがフル画面サイズでのクリアなアニメーションを実現している。
テーマソングは『テラドライブ』の広告や『ゲームギア』のCM、『ソニック・ザ・ヘッジホッグ2』の販促ビデオにも起用されていた人気女性アイドルの高橋由美子が歌っており、マルチエンディング方式を採用している。隠し付録として、ゲームCDのサウンドトラック部分に声優陣のコメントが収録されている。
後に発売された『だいな♥あいらん』では弓美を始めとするキャラたちがカメオ出演している。

## ストーリー
ある日、登校途中、吉沢弓美は学校の体育館から出現した正体不明の光る物体に遭遇。一方、体育館にはオバケが出現するという噂が流れ、松崎真一はそのオバケが出現したという噂を取材していた。そして森下りえが弓美に「体育館に大きな穴が開く」という謎の言葉。弓美が見るユニコーンの夢の謎。そして、夜の体育館で真一と桜崎桜子が見た変身した弓美の謎。この学校で一体何が起こった弓美たちは、この事件の収拾に立ち上がった。
物語はマルチエンディングになっており、選択肢の選び方によっては、事件が解決したり、事件が更に悪化する場合もある。また選択肢の選び方によってスタッフロールの画面が一部、変化する。

## 登場キャラクター
吉沢弓美（よしざわ ゆみみ）声：平松晶子
主人公。あることがきっかけで騒動に巻き込まれる。高等部の現在未だにボーイフレンドがいない16歳。妄想癖があり、寝相が悪いうえにとっても優柔不断な性格。放送部員で園芸部所属、貧乳。クラスメートの真一に恋心を抱いている。
かなりの運動音痴だが、委員長への仕置きとして「巴投げ」、「バックブリーカー」、「岩石落とし（飯綱落とし）」等と言った大技を披露している。
通常時は三つ編みヘアーだが、ユニコーンに身体を支配されたときはリボンが外れ、ロングヘアーになり、顔つきにも馬の影響が出て、若干面長で目も小さめになり、顔も大人びた印象になっている。これについてセガサターン版に収録された初期の企画書によれば「変身すると美人になる」と構想されている。桜子からは「馬娘（うまむすめ）」と揶揄される。
好きな食べ物はティラミスとチョコレート、ドーナツ、嫌いな食べ物はにんじん。
桜崎桜子（さくらざき さくらこ）声：篠原恵美
弓美のクラスメイトで英語部所属、大食いでいつもなにか食べているが、いくら食べても太らない。スタイルは良い。現実主義者で突っ込み役、巨乳。幼馴染の真一にモーションをかけているが、なかなか相手にしてくれない模様。やはり弓美と同様、未だにボーイフレンドが存在しない。
松崎真一（まつざき しんいち）声：関俊彦
部員が3人しかいない潰れかけている新聞部でカメラ担当だが、メカオンチ。秘かに吉沢弓美に興味を持っている。巨乳の女は嫌い（特に桜子等の胸が大きい女性）。
森下りえ（もりした りえ）声：西原久美子
弓美たちより教育課程が下の中等部の女生徒。弓美たちとは制服の色が異なる。弓美と同じく異世界の者と身体を共有しており、騒動のきっかけになる話を持ちかけてくる。弓美と同様、貧乳。
わけあって弓美にしつこく甘えるシーンが多いが、結論から言えば彼女に百合の気があるわけではない。しかし次作『だいな♥あいらん』でも百合妄想の相手役として登場するなど、作品外ではそういう趣味であるかのように扱われている。
部長声：梅津秀行
本名不明。色んな部の部長や委員長を兼任している。放送部の委員長をつとめていることから弓美からは「委員長」と呼ばれ、英語部の副部長でもあるため桜子から「副部長」と呼ばれているが、真一の所属する新聞部の部長でもあり、キャラ紹介やEDでは部長と表記されている。弓美たちより年上で、制服はネクタイの色が真一と異なる。いつもニコ目の軽い性格で、弓美や桜子をはじめとする女生徒たちによくセクハラするが、殴られたり、蹴られる始末である。
弓美のママ声：安永沙都子
ちょっと過激な専業主婦。下の名前は不明。娘の弓美がユニコーンに身体を支配されていたことに気が付かなかった様子。
生徒声：岩浪美和
一言ふた言しか作中セリフが無く、選択肢によってはまともに登場すらしないが、EDのキャストに入っている。元ネタは竹本の作品『あおいちゃんパニック!』の早川あおいである。いわゆるカメオ出演である。このほか同作に登場した「トゥクトゥプ」や「トンビナイ魚（ぎょ）」も、本作でわずかに登場している。
ナレーター声：玄田哲章

## 他機種版
セガサターン版『REMIX』以降は比較的多くの改良が施されており、一部のアニメ表現に動きが増えたほか、『ゆみみぱずる』が追加された。CDのおまけトラックの声優コメントにもBGMが追加されている。
| タイトル                              | 発売日           | 対応機種     | 発売元        | 型式    | 備考                                  |
| ------------------------------------- | ---------------- | ------------ | ------------- | ------- | ------------------------------------- |
| ゆみみみっくす                        | - 1993年12月10日 | FM TOWNS     | CSK総合研究所 |         | 要2MB MARTY対応                       |
| ゆみみみっくすREMIX （りみっくす）    | - 1995年7月28日  | セガサターン | ゲームアーツ  | T-4501G | シャトルマウス対応 パワーメモリー対応 |
| ゆみみみっくす&だいな♥あいらん 予告編 | - 1998年3月27日  | Windows 95   | CSK総合研究所 |         | DirectX必須 要PCMサウンド             |

FM TOWNS版
ハードウェア機能として搭載していなかった回転拡大縮小処理を除き、ほぼ完全な形で移植された。
TOWNS版の特典として、絵コンテや設定資料やらが見られる「メイキング」と、ステージクリア時に未公開カットが見られる「ゆみみクイズ」が収録されている。
当時、富士通が東京ドームを借り切って毎年開催していた電脳遊園地（1993年は電脳マルチメディアランド）に出展した際、体験イベントながら数十本ほどの予約があったという。
セガサターン版
元々は発売タイトルとして企画された物ではなく、セガサターンでのアニメーション研究開発の一環として移植された。
メガCDの制約から削られた表示キャラの復活、ゲーム中の矛盾点の修正、音響の作り直しなど、より完全版になっているほか、パズルを解くと未使用グラフィックを含む40枚ものグラフィックが見られる『ゆみみぱずる』というミニゲームが収録されている。
32頁のオールカラー設定資料集とマニュアルが付属したA5判パッケージ。
Windows版
タイトルに「REMIX」は付かないものの『ゆみみぱずる』が収録されているなど、セガサターン版の移植に『だいな♥あいらん 予告編』をセットに付けたもの。
描き下ろしコミック入りのマニュアルが付属しているほか、壁紙集も収録されている。
全3種類のマウスパッドのうち1種類が付属した。
その他
ベクターなどでは、メーカー非公式ながら、有志たちが製作したウィンドウズやX68000などでメガCD版をエミュレーターソフトを介さずに動かす専用フリーソフトが存在する。

### ゆみみぱずる
『REMIX』およびWindows版に追加されたミニゲーム。メニュー画面から「おまけ」を選ぶことで、最初から遊ぶことができる。
「LEVEL」という名目で40面まで存在する。セーブには対応しておらず、各面クリア時にはコンティニュー用のパスワードとおまけCG（ボツカット & 迷場面集）が表示される。CGはパズル攻略中でも背景に暗くモザイク表示されており、進行具合に応じてモザイクが薄くなっていく演出がある。没となったアイキャッチ画像のほかに、作中の一場面を抜粋したものもあるが、いずれもセガサターンの描画能力に合わせてアンチエイリアスが施されたもので、ゲーム本編のCGと比べて線が滑らかになっている。最終面 (LEVEL40) クリア時にも通常通りおまけCGと共にコンティニュー用のパスワードが表示されるが、次の面の代わりに次回作『だいな♥あいらん』の宣伝CGが表示されるというもので、その後はゆみみぱずるのメニューに戻る。フリープレイのモードもあり、いくつかの用意された背景・BGMを選択して任意のLEVELでプレーすることもできるが、この場合はクリアしてもおまけCGは閲覧できない。
ゲーム内容
後述のように図柄の書かれたカードが交互に重ねられており、上にカードの重なっていないカードであれば同じカード2枚を同時に取り除くことができ、すべてのカードを取り除くことが目的となる。すなわち『上海』に似たパズルゲームであり、マウスでの操作に向いている。各カードの初期配置は無作為で、同じLEVELでもプレーするたびに並びが異なる。ただしプレー中であれば同じ初期配置でそのLEVELを最初からやり直すことは可能。得点や制限時間のような縛りは無く、ゲームオーバーの判定も無いのでRETRY (やり直し) やEXIT (投了) はプレイヤーの任意で行う。
各LEVELのスタート時に最下層などの奇数層のカードは最大で縦4枚×横8枚の位置に並べられ、2層目などの偶数層では縦横半カード分ずれた位置に置かれるため最大でも縦3枚×横7枚までとなる。高さは最大で5層目まで積まれる可能性がある。カードはESPカードに似た「○」、「△」、「□」、「☆」、「＋」、「ミ（三重の波線）」の6種類の図柄に加え、それぞれに黒、赤、青、緑、橙の5色の計30種類が存在する。LEVEL1ではこれらのカードが1組ずつ（計60枚）しか使われていないため、この時点では取り除けるカードの組合せを誤る心配は無い。
LEVEL2からは更に黄色い「？」のカードが1組追加される。これはジョーカーとしてどのカードとも組み合わせることができるが、片割れの「？」についても同じカードと組み合わせなければ手詰まりになってしまうため、「？」と共に取り除いたカードは画面左下に小さく表示されて確認できるようになっている。「？」同士を通常のカードのようにペアで取り除いても構わない。
それ以降はLEVELが1上がるごとに既存のカードのどれかが1組（2枚）ずつ増えていき、同じカードが4枚ずつになっていく。これにより取り除けるカードの組合せが増え、取り除く順番を間違えて手詰まりになる可能性が徐々に高まっていく。LEVEL33になると「？」を含む31種類すべてのカードが4枚ずつに達し、その後は同じカードが最大6枚ずつになっていく。最終面であるLEVEL40ではカード全体で138枚に達し、全5層をちょうど埋め尽くす。

## 音楽

### 主題歌
オープニングテーマ「アチチッチ」
作詞：秋元康 / 作曲：本島一弥 / 編曲：岩本正樹 / 歌：高橋由美子
高橋が出演していたカップメン「夜食亭」(明星食品)のCM内のテレビの水泳大会のBGMとしても使用された。後に一部歌詞とアレンジを改変した「アチチッチ～fire version～」がシングルCDとしてリリースされた。
エンディングテーマ「元気!元気!元気!」
作詞：秋元康 / 作曲：筒美京平 / 編曲：清水信之 / 歌：高橋由美子
当初は竹本泉作詞の曲を使用する予定だったが、高橋由美子の起用によりボツになっている。セガサターン版付属の設定資料集に「まっている」「カーニバル」「夢時計」という題名で作詞された詩が掲載されている。

## スタッフ
- 脚本、設定、絵コンテ、レイアウト、タイトル：竹本泉
- ディレクター：岡部博明
- アシスタント・ディレクター：池谷昌彦
- 作画：番場進、天引哲也、押木賢、吉田聡士、中澤和世、劉輝久、鵜飼美樹
- 彩色：堀井伸雄、安住政敏、佐藤晃子、和田めい子、水野忠夫、藤田真哉、小林貞夫、中澤和博、波多江亮樹
- プログラム：小山洋幸、坂本順一、瀬川佳久、金井秀樹、工藤直樹、渡谷光浩
- 音楽、効果音：上條有、國島憲一、松田明男、メカノ・アソシエイツ
- 制作：上村眞理子、島田政幸
- 営業：内田敏幸、本間利香、上坂治美、菅谷由美
- プロデューサー：宮路洋一、上坂哲
- エグゼクティブ・プロデューサー：松田充弘
- キャスティング：81プロデュース[注 10]
- 企画、制作：ゲームアーツ

## 評価
ゲーム誌『ファミコン通信』の「クロスレビュー」では7・5・7・5の合計24点（満40点）、『メガドライブFAN』の読者投票による「ゲーム通信簿」での評価は以下の通りとなっており、24.1点（満30点）となっている。
| 項目 | キャラクタ | 音楽 | お買得度 | 操作性 | 熱中度 | オリジナリティ | 総合 |
| 得点 | 4.7        | 3.9  | 3.8      | 4.0    | 3.8    | 4.1            | 24.1 |

セガサターン版
ゲーム誌『ファミコン通信』の「クロスレビュー」では6・6・7・7の合計26点（満40点）、『SATURN FAN』の読者投票による「ゲーム通信簿」での評価は以下の通りとなっており、23.0点（満30点）となっている。
| 項目 | キャラクタ | 音楽 | お買得度 | 操作性 | 熱中度 | オリジナリティ | 総合 |
| 得点 | 4.5        | 3.6  | 3.9      | 3.8    | 3.6    | 3.6            | 23.0 |

## 関連作品
ゆみみみっくすコミックス編
竹本による漫画が『メガドライブFAN』で短期（全4回）連載された。『コミックマスター』に掲載された『ゆみみみっくすアンコール』ともども、アスキーから発売された作者の単行本『しましま曜日』に収録されている。エンターブレインから再発売されたバージョンではカットされている。なお電撃王に掲載された『でんげきパソコン海賊版 ゆみみみっくす』は講談社から発売された作者の単行本『苺タイムス』に収録されている。
1巻のあとがきでは、ゲームの製作から発売にいたるまでの秘話が描かれている。